# هسکین
هسکین (به انگلیسی: Heskin) یک روستا و محله مدنی در بریتانیا است که در Borough of Chorley واقع شده‌است. هسکین ۸۹۸ نفر جمعیت دارد.